# Stazione di Charkiv
La stazione di Charkiv (in ucraino Харків-Пасажирський?, Charkiv Pasažyrskyj vokzal) è la principale stazione ferroviaria di Charkiv, la seconda città più grande dell'Ucraina.

## Storia
La prima stazione di Charkiv fu costruita nel 1869 dal noto architetto russo Andrej Ton. Tuttavia, con lo sviluppo delle ferrovie (soprattutto dopo l'apertura della linea per Balašov nel 1895) nel 1896-1901, la stazione fu ampliata e modernizzata dall'architetto I. Zagoskin e completata dall'architetto J. Caune, divenendo una delle più grandi stazioni dell'impero russo.
L'attuale stazione è stata ricostruita in "stile Impero Stalin" con elementi di classicità. Fu inaugurata il 2 novembre 1952 in sostituzione della precedente stazione, andata distrutta durante la seconda guerra mondiale. Il progetto venne predisposto dagli architetti G.I. Vološin, B.S. Mezenčev, E.A. Lymar' e dall'ingegnere S. Gufi, mentre i lavori furono realizzati dalla società Južtransstroj sotto la direzione di M. L. Bondarenko.
Il volume della stazione è di 80.000 m³, l'altezza della sala principale è di 26 m, l'altezza delle torri è di 42 m, il diametro dell'orologio nella torre sud è di 4,25 m. 
Nel 1950 furono costruite le tettoie sulle piattaforme. Tra il 1978 e il 1982, l'edificio è stato ampliato a sud (a sinistra della piazza della Stazione) in stile contemporaneo su progetto dell'Istituto Chargiprotrans (architetti J. Murygin, L.V. Gurova, L.P. Injuškin, S.A. Kuchtin e A.N. Žirnov). Presso la stazione è stato costruito l'albergo Express con 54 camere e 16 piani. La stazione è stata restaurata "esteticamente" nel 2003 per il 350º anniversario di fondazione della città di Charkiv. La superficie totale della stazione è di 32600 m².

## Treni
- Charkiv – Bachmut (Bachmut serve come ultima stazione in direzione di Donec'k e Luhans'k dal 2014)
- Charkiv – Dnipro
- Charkiv – Odessa
- Charkiv – Kiev
- Charkiv – Kryvyj Rih
- Charkiv – Kremenčuk
- Charkiv – Leopoli
- Charkiv – Mariupol'
- Charkiv – Baku
- Charkiv – Cherson
- Charkiv – Baranavičy
- Charkiv – Odessa
- Charkiv – Berdjans'k
- Charkiv – Astana
- Charkiv – Mosca